# Mistrzostwa Świata w Hokeju na Lodzie 2020 (II Dywizja)
Mistrzostwa Świata w Hokeju na Lodzie II Dywizji 2020 rozegrane miały zostać w dniach 19–25 kwietnia (Grupa A i Grupa B).
Do mistrzostw II Dywizji miało przystąpić 12 zespołów, które zostały podzielone na dwie grupy po sześć zespołów. Zgodnie z formatem zawody II Dywizji miały odbyć się w dwóch grupach: Grupa A w Chorwacji (Zagrzeb), zaś grupa B w Islandii (Reykjavík). Reprezentacje rywalizować miały systemem każdy z każdym.
Hale, w których miały zostać przeprowadzone zawody:
- Dom Sportova w Zagrzebiu – Dywizja IIA,
- Laugardalur Arena w Reykjavíku – Dywizja IIB.

Turnieje zostały odwołane z powodu pandemii COVID-19.